# Aradei Capital
Aradei Capital S.A. (ehemals Vector LV) ist ein marokkanisches Unternehmen mit Sitz in Casablanca. Es ist auf den Besitz und die Verwaltung von Gewerbeimmobilien spezialisiert.
Zum 30. September 2020 hatte das Immobilienportfolio, bestehend aus 29 Vermögenswerten mit einer gewerblichen Nutzfläche von 343.518 m², einen Marktwert von 5 Mrd. Dirham.
Über ihre Tochtergesellschaften verfügt das Unternehmen über mehrere Einkaufszentren (Almazar Marrakesch, Socco Alto Tanger, Borj Fès) und eine Mehrheitsbeteiligung von 51 % an Akdital Immo, die Gesundheitseinrichtungen an Akdital vermietet, einen Betreiber von Privatkliniken in Marokko.
Die Aktien sind an der Bourse de Casablanca notiert und sowohl Teil des Moroccan All Shares Index (MASI) als auch des MASI 20, dem Index der 20 meist gehandelten Unternehmen.

## Geschichte
Aradei Capital, ehemals Vector LV, entstand 2013 aus der Auslagerung der Immobilienaktivitäten der Label’Vie-Gruppe. Diese ist exklusiver Franchisegeber von Carrefour in Marokko und die zweitgrößte Supermarktkette des Landes. 2016 wurde das Unternehmen Petra, ein Entwickler und Eigentümer von Einkaufszentren, und eine Entwicklungs- und Immobilienverwaltungsgesellschaft (Aradei Real Estate Services) erworben. Zwei neue Großaktionäre sind dem Unternehmen beigetreten. Vector LV wurde 2018 zu Aradei Capital.
Das Unternehmen hat im Jahr 2019 eine Industrieeinheit in Meknès (Mieter: Yazaki) erworben. Das Unternehmen hat eine neue Einzelhandelsmarke „Sela“ für seine Fachmarktzentren eingeführt (5 Eröffnungen zwischen 2019 und 2020). Der südafrikanische Pensionsfonds Government Employees Pension Fund erwarb eine Beteiligung von 13 % an Aradei Capital. Zwischen 2019 und 2020 entwickelte und realisierte Aradei Capital 6 Projekte, nämlich Sela Plaza Dar Bouazza, Sela Plaza Targa, Sela Park El Jadida, Atacadao Inezgane, Sela Park Temara und Sela Park Agadir mit Gesamtinvestitionskosten von mehr als 600 Mio. Dirham und 60.000 m² Verkaufsfläche.
2020 erfolgte der Börsengang. Es wurden Aktien im Wert von 600 Mio. Dirham ausgegeben. Im März 2012 wurden Anteile an OPCI CLEO PIERRE SPI-RFA erworben. Zugleich stieg die Banque marocaine pour le commerce et l’industrie (BMCI) mit knapp 5 % bei Aradei Capital ein. In diesem Zusammenhang wurden 103 Bankfilialen im Rahmen langfristiger Mietverträge an BMCI vermietet. Im Januar 2022  erwarb Aradei Capital eine Mehrheitsbeteiligung von 51 % an BMCI Immo, einer Immobilienplattform, um eine Kapazität von 900 Klinikbetten in 7 Städten in Marokko zu finanzieren.